# Aciphylla montana
Aciphylla montana är en flockblommig växtart som beskrevs av Joseph Beattie Armstrong.
Aciphylla montana ingår i släktet Aciphylla och familjen flockblommiga växter. Utöver nominatformen finns också underarten Aciphylla montana gracilis.